# Elizabeth Chávez
Elizabeth Chávez (sinh ngày 20 tháng 3 năm 1972) là một vận động viên chạy nước rút người Honduras. Cô đã thi đấu ở nội dung 100 mét nữ tại Thế vận hội Mùa hè 1996.